# Salpingite
La salpingite è un processo infiammatorio a carico della salpinge.

## Eziologia
È generalmente dovuta a microrganismi trasmessi da un individuo all'altro per via sessuale. Esistono vari batteri che possono provocare salpingite, in particolare Chlamydia trachomatis, Streptococcus pyogenes, Escherichia coli e (in casi più rari) Mycobacterium tuberculosis.

## Clinica
La salpingite può essere acuta - caratterizzata in questo caso da esordio repentino e da sintomatologia che regredisce in tempi medio-brevi - oppure cronica, se si protrae a lungo. La salpinge tende, specie nelle forme acute, a gonfiarsi e a congestionarsi. Spesso durante le salpingiti si riscontra in loco una secrezione liquida, più o meno purulenta. Il dolore provocato dalla salpingite è spesso a esordio improvviso, di forte intensità (specie nella forma acuta) ed è accompagnato da febbre, dismenorrea di vario genere e perdite vaginali. La salpinge, nelle forme croniche, può subire un mutamento macroscopico permanente, divenendo atrofica, oppure perennemente ingrossata.

## Terapia
Oltre alla necessità del riposo, la terapia d'elezione è rappresentata dagli antibiotici, coadiuvati da antinfiammatori non steroidei e - in alcuni casi - da steroidi.